# Jakob Grimminger

Hitler während des Reichsparteitages in Nürnberg 1935. Der Führer nimmt vorbeimarschierende SA-Einheiten ab. Im Auto hinter Hitler: die Blutfahne und daneben ihr Träger, der SS-Mann Jakob Grimminger.

Jakob Grimminger (* 25. April 1892 in Oberhausen; † 28. Januar 1969 in München) war ein deutscher SS-Führer. Grimminger wurde vor allem bekannt durch seine Rolle in der nationalsozialistischen Propaganda, in der er seit den 1920er Jahren als „Träger der Blutfahne“ in Erscheinung trat.

## Leben

### Jugend und Erster Weltkrieg
Grimminger war ein Sohn des Werkmeisters Josef Grimminger und seiner Ehefrau Wilhelmine, geb. Gruber.
In seiner Jugend besuchte Grimminger die Volksschule. Anschließend wurde er zum Modellschreiner ausgebildet. Mit 16 Jahren meldete er sich freiwillig zur Armee. Von 1914 bis 1917 wurde er während des Ersten Weltkriegs als Mechaniker bei den Fliegertruppen im Elsass, in Flandern und in Frankreich eingesetzt. Im Sommer 1917 wechselte er als Pionier-Werkmeister-Anwärter zur Infanterie, mit der er bis Ende 1918 in Palästina gegen die Briten und Araber unter T. E. Lawrence kämpfte. Er wurde u. a. mit dem Eisernen Kreuz ausgezeichnet.
Bei Kriegsende wurde Grimminger bis März 1919 in einem Gefangenenlager am Bosporus interniert. Nach seiner Rückkehr nach Deutschland wurde er am 3. April 1919 aus dem Armeedienst entlassen.

### Weimarer Republik
Nach dem Krieg arbeitete Grimminger für die Maschinenfabrik F.F. Kustermann in München. Bereits am 22. Juli 1922 schloss er sich der NSDAP an (Mitgliedsnummer 6.559) und wurde gleichzeitig auch Mitglied der SA. Noch im selben Jahr wurde er für den „Stoßtrupp Adolf Hitler“ ausgewählt, einer anfänglich nur zwölf Mann starken Einheit, die zum persönlichen Schutz von Hitler gegründet worden war und die in der Folgezeit auf über 30 Mann aufgestockt wurde. Am 8. und 9. November 1923 beteiligte er sich am Hitlerputsch in München.
Anlässlich der Neugründung der NSDAP trat Grimminger der Partei zum 22. April 1925 erneut bei (Mitgliedsnummer 759).
Am 1. April 1926 (nach anderer Quelle am 25. Februar 1926) trat Grimminger in die 1925 als Hitlers „Prätorianergarde“ gegründete SS ein (SS-Nummer 135). Zu dieser Zeit gehörte er zu den ersten acht Mitgliedern der von Sepp Dietrich geführten Münchener SS-Standarte 1.
Auf dem ersten Reichsparteitag der NSDAP 1926 in Weimar wurde die so genannte Blutfahne erstmals wie ein Kultgegenstand präsentiert. Deren ursprünglicher Träger war Heinrich Trambauer, der sie nach dem gescheiterten Putschversuch drei Jahre zuvor aufbewahrt hatte. Grimminger als sein Stellvertreter ging damals noch neben ihm. Auf dem Parteitag übergab Hitler die Fahne an den damaligen Reichsführer SS Joseph Berchtold zur Aufbewahrung, was die elitäre Stellung der SS unterstrich. Wegen Trambauers schwachem Gesundheitszustand wurde kurz danach Grimminger zum Fahnenträger bestimmt. In dieser Funktion, die er bis zum Ende der NS-Herrschaft behielt, spielte er eine maßgebliche Rolle bei dem Kult, den die Nationalsozialisten um die Blutfahne und die Ereignisse des Hitler-Putsches von 1923 trieben: Bei den Reichsparteitagen der NSDAP trat er mit der Blutfahne stets in der unmittelbaren Nähe Hitlers auf, der die jeweils neuen SA- und SS-Standarten „weihte“, indem er diese von Grimminger mit der Blutfahne berühren ließ.
Als Heinrich Himmler 1929 die Führung der SS übernahm und sie grundlegend neu zu organisieren begann, gehörte Grimminger zu den 280 SS-Männern, die Himmler in „seine“ Organisation übernahm.
Anlässlich der Stadtratswahl vom Dezember 1929 war Grimminger eine von 20 Personen, die die NSDAP als ihre Kandidaten aufstellte. Grimminger erhielt den siebten Platz auf der nationalsozialistischen Kandidatenliste und gehörte zu den acht Nationalsozialisten, denen bei dieser Wahl der Einzug in den Stadtrat gelang.
Helmut M. Hanko rechnet Grimminger in seiner Studie über die Mitglieder der Stadtratsfraktion der NSDAP im Münchener Stadtrat zu den (prominenten) „Hinterbänklern“. Andere Exponenten dieser Gruppe, die er anführt, sind Ulrich Graf und Heinrich Hoffmann. Mathias Rösch ergänzt hierzu in seiner Monographie über die Münchener NSDAP, dass Grimminger sein Mandat „nur durch sein Renomee“ als „Alter Kämpfer“ erhalten habe.
Rösch kategorisiert Grimminger überhaupt als eine politisch unbedeutende Figur, die innerhalb der Parteispitze „keinerlei Einfluss“ besessen habe und deren größte politische Tat – abseits seiner symbolischen Integration in den Kult um die Blutfahne – die Gründung der NSDAP-Ortsgruppe in Ramersdorf im Oktober 1930 war.

### Zeit der NS-Diktatur
Nach der nationalsozialistischen Machtergreifung erhielt Grimminger eine Anstellung beim Fürsorgeamt der Stadt München und wurde dort um 1937 ehrenamtlicher Ratsherr. Innerhalb der SS war er seit 1931 dem Stab der 1. SS-Standarte in München bzw. später dem Stab des SS-Oberabschnitts Süd zugeteilt, denen er als SS-Ehrenführer angehörte. Den Höhepunkt seiner SS-Karriere erreichte Grimminger, der seit dem 1. August 1936 mit Hildegard Weber verheiratet war, im April 1943 mit der Beförderung zum SS-Standartenführer.
Er war Verkehrsgast der Wehrschaft Palaio-Germania München, einer schlagenden Studentenverbindung, die sich ausschließlich aus NSDAP-Anhängern zusammensetzte. Im Januar 1938 wurde er, obwohl er nie studiert hatte, in den Altherrenverband der Palaio-Germania aufgenommen.
Jakob Grimminger ist auf der letzten zur Ausgabe gelangten Briefmarke des Dritten Reiches dargestellt (siehe Briefmarken-Jahrgang 1945 der Deutschen Reichspost). Er ist damit neben Adolf Hitler der einzige (konkrete, nicht nur abstrakt oder anonym dargestellte) Nationalsozialist, der zwischen 1933 und 1945 auf Briefmarken der Reichspost abgebildet war.

### Nachkriegszeit
Nach dem Ende des Zweiten Weltkriegs wurde Grimminger wegen seiner Mitgliedschaft bei der SS vor ein alliiertes Gericht gestellt. Obwohl er nicht zu einer Gefängnisstrafe verurteilt wurde, beschlagnahmten die Alliierten 1947 sein gesamtes Vermögen. Im Jahre 1949 wurde Grimminger durch die Berufungskammer München als Minderbelasteter eingestuft.
Ab 1948 lebte Grimminger nach dreijähriger Internierung wieder in München, in den 1960er Jahren zog er sich aus der Öffentlichkeit zurück und starb verarmt am 28. Januar 1969. Grimminger wurde zuerst auf dem Münchener Waldfriedhof beerdigt, das Grab wurde jedoch später aufgelöst. Seine sterblichen Überreste wurden in ein anonymes Grab in der Gemeinde Herzebrock-Clarholz umgebettet.

## Beförderungen
- September 1926: SS-Scharführer
- März 1929: SS-Truppführer
- 11. Juli 1931: SS-Sturmführer
- 31. Juli 1933: SS-Obersturmführer
- 9. November 1933: SS-Hauptsturmführer
- 20. April 1935: SS-Sturmbannführer
- 13. Juni 1936: SS-Obersturmbannführer
- 20. April 1943: SS-Standartenführer

## Auszeichnungen
Jakob Grimminger war Träger des Eisernen Kreuzes II. Klasse, Ehrenkreuzes für Frontkämpfer, Eisernen Halbmondes, Blutordens, kleinen und großen NSDAP-Parteiabzeichens, Koburger Ehrenzeichens, goldenen Ehrenzeichens der NSKOV (Nationalsozialistische Kriegsopferversorgung), der NSDAP-Dienstauszeichnung 1., 2. und 3. Stufe (Bronze, Silber, Gold) und des Kriegsverdienstkreuzes II. Klasse.

## Ehe und Familie
Grimminger war verheiratet mit Hildegard Weber (* 18. Dezember 1904 in Frankenburg).

## Überlieferung
Die Überlieferung zu Grimminger ist spärlich. Das Bundesarchiv besitzt zu ihm eine SS-Führerpersonalakte (R 9361-III/527381) sowie eine Akte des Rasse- und Siedlungshauptamtes zu seiner Verehelichung (R 9361-III/59188), ferner eine Akte des Stabes von Himmler über Grimminger (NS 19/4385) und eine Einblatt-Akte aus dem ehemaligen Hauptarchiv der NSDAP mit einer Kopie eines Briefes von 1922, der Grimmingers Betriebszugehörigkeit zur Firma F.F. Kustermann in München bestätigt (NS 26/1227). Diese Akten sind bislang nicht online einsehbar.
Devotionalien aus dem Nachlass Grimmingers, darunter Mitgliedsausweise von NSDAP und SS, Fotoalben, signierte Fotos und Schreiben mit eigenhändiger Unterschrift Heinrich Himmlers, wurden in den 1990er- und frühen 2000er-Jahren versteigert und von Privatsammlern erworben. Unter den Nachlassstücken befand sich auch ein handschriftliches Manuskript mit Erinnerungen, das Grimminger in den späten 1960er-Jahren verfasst hatte. Der Text wurde 2012 von Eric Kaden, einem ehemaligen Funktionär  der Wiking-Jugend und NPD-Mitglied, in seinem eigenen, rechtsextremistisch orientierten Winkelried-Verlag veröffentlicht.